# 唐吉訶德 (角色)
唐吉訶德（西班牙語：Don Quijote）是賽凡提斯小說《唐吉訶德》的主角，居住在西班牙拉曼查地區的鄉紳，讀騎士小說上癮後將自己幻想為遊俠騎士，與桑丘·潘薩踏上了征程。本名阿隆索·吉哈諾（西班牙語：Alonso Quijano）:113，在讀了騎士小說後才取名為「唐吉訶德」；後來在旅途上自認打敗了獅子，而自號獅子騎士。

## 角色經歷
唐吉訶德年近五十、面孔消瘦。原本是拉曼查地區的鄉紳，擁有自己的土地和佃農。他在讀了騎士小說後，為之瘋狂著迷，總是幻想自己是遊俠騎士。女管家和外甥女很替他擔心，乘他不注意時將其收藏的騎士小說全部付之一炬。但唐吉訶德仍不死心，用著破舊的頭盔和長矛，騎著一匹瘦弱的老马「羅西南多」，並說服樸實的農民桑丘·潘薩作為其侍从，踏上了旅途。在唐吉訶德眼裡，風車變成了巨人、羊群變成軍隊，因此鬧出不少笑話，也吃了不少苦頭。來自唐吉訶德家鄉的神父和理髮師設下一番計謀，連哄帶騙地將唐吉訶德送回家。
唐吉訶德在家休養一陣子，又與桑丘偷偷離家，繼續外出冒險。這次主僕二人遇上公爵夫婦，被對方當作笑料捉弄了好一陣子。最終唐吉訶德被來自家鄉的桑松學士偽裝的「白月騎士」打敗，不得不乖乖回家。他回家後打算當個牧羊人，但生了重病，最後病逝，死前徹底清醒，查覺到騎士小說的禍害。

## 外部連結
- 唐吉訶德(角色)（页面存档备份，存于），大英百科全書條目（英文）